# Bergstorting

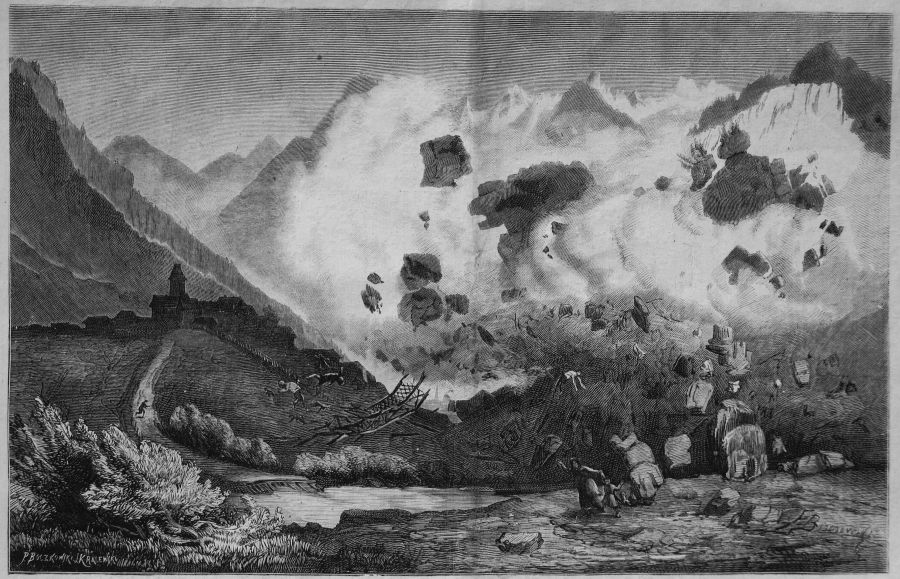
De bergstorting van Elm in Zwitserland in 1881.

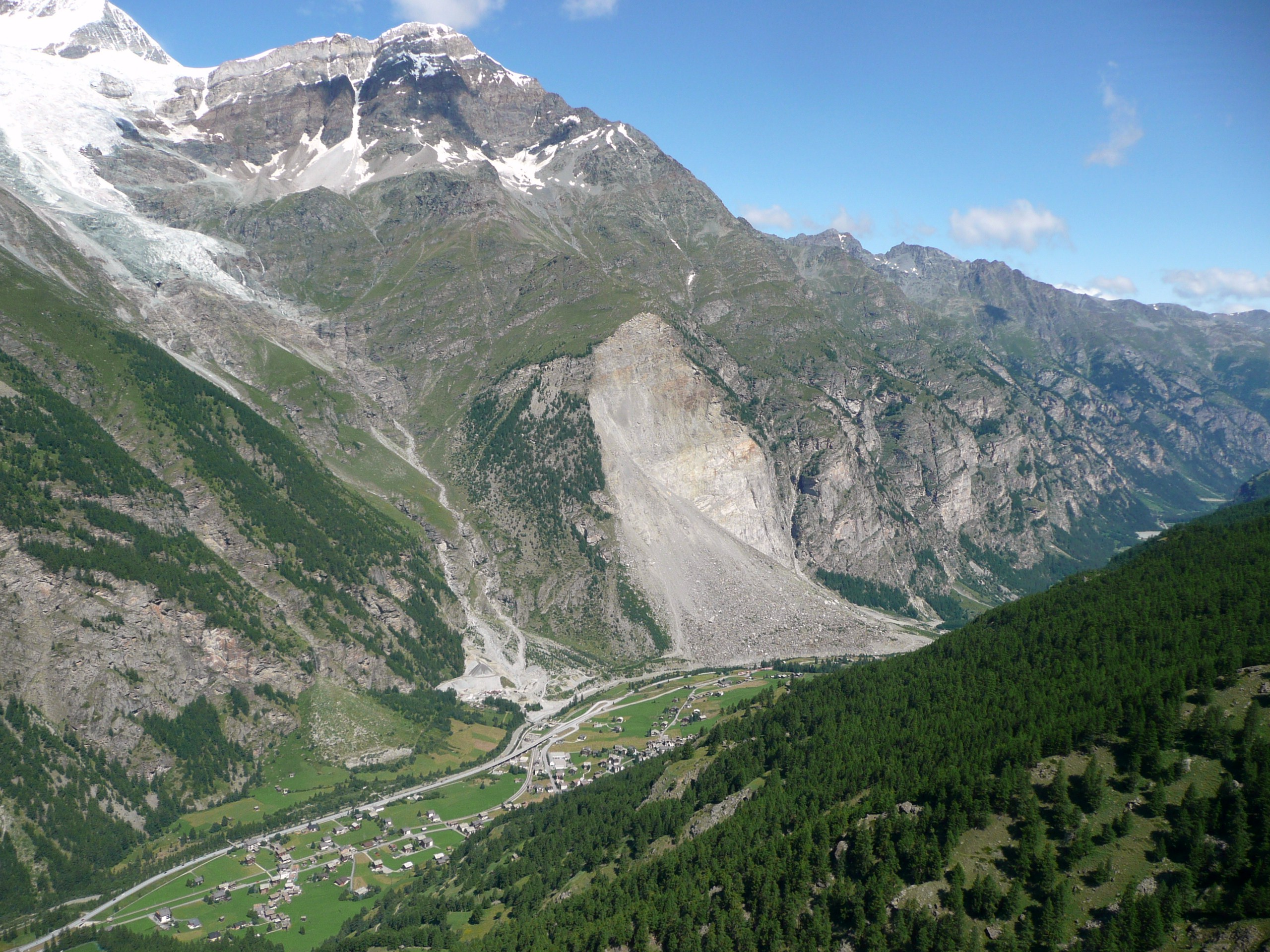
Gevolgen van de bergstorting van Randa in Zwitserland in 1991, gefotografeerd in 2008.

Een bergstorting is een type aardverschuiving waarbij een stuk berg instort, als gevolg van ondermijning van de helling door rivieren, of als gevolg van inwendige breuken in de berg die door een beving tot de storting leiden. Die inwendige breuken zijn ontstaan door het schuren van de gletsjers die tijdens een ijstijd het hele dal vulden. Na het smelten van ijs valt de steun weg en hierdoor wordt de bergwand kwetsbaar. 
Bergstortingen kondigen zich vaak aan door scheuren en verschuivingen. In Oostenrijk bewaken medewerkers van de Wildbach und Verbauungsdienst de toestand van de bergen (controlewandelingen, GPS, enz.).

## Voorbeelden
- In de nacht van 24 op 25 november 1248 kwamen naar schatting 5000 mensen om door een bergstorting aan de noordflank van de Mont Granier. Dit is de grootste ramp als gevolg van een bergstorting in de Europese geschiedenis.
- In het Ötztal (Oostenrijk) zijn er meerdere bergstortingen geweest, waaronder die van de Tschirgant, Köfels en Habichen.
- In 1881 kwamen bij de bergstorting van Elm in Zwitserland 114 mensen om het leven.

- Gemeinsame Normdatei: 4144662-8
- Historisch woordenboek van Zwitserland: 007783